# Municipio de Tom
El municipio de Tom (en inglés: Tom Township) es un municipio ubicado en el condado de Benton en el estado estadounidense de Misuri. En el año 2010 tenía una población de 2232 habitantes y una densidad poblacional de 16,08 personas por km².

## Geografía
El municipio de Tom se encuentra ubicado en las coordenadas 38°15′8″N 93°27′5″O / 38.25222, -93.45139. Según la Oficina del Censo de los Estados Unidos, el municipio tiene una superficie total de 138.79 km², de la cual 92.35 km² corresponden a tierra firme y (33.46%) 46.44 km² es agua.

## Demografía
Según el censo de 2010, había 2232 personas residiendo en el municipio de Tom. La densidad de población era de 16,08 hab./km². De los 2232 habitantes, el municipio de Tom estaba compuesto por el 97.49% blancos, el 0.22% eran afroamericanos, el 0.49% eran amerindios, el 0.09% eran asiáticos, el 0.04% eran isleños del Pacífico, el 0.18% eran de otras razas y el 1.48% pertenecían a dos o más razas. Del total de la población el 1.12% eran hispanos o latinos de cualquier raza.